# Svatý Gaucherius
Svatý Gaucherius (1060 až 1140) je katolický světec. Narodil se v Meulan-sur-Seine ve Francii. Dostalo se mu křesťanského vzdělání. Když mu bylo 18 let, rozhodl se žít osamělý život. Brzy za ním však začali přicházet další lidé a on jim ukládal žít podle regule svatého Augustina. V této komunitě, kterou Gaucherius založil bylo vychováno mnoho dalších světců, např. svatý Lambert. Gaucherius, přitahující disciplínu, ač mu bylo pouze 18 let, založil klášter svatého Jana v Aureilforu a konvent pro ženy. Zemřel pádem z koně v roce 1140. Kanonizován byl roku 1194 a jeho památka se slaví 9. dubna.